# نحاسات
النحاسات صنف من المركبات الكيميائية والتي تحوي الأنيونات فيها على النحاس في تركيبها؛ ويوجد عموماً نوعان من النحاسات:
- النحاسات اللاعضوية: وتتميز بأنها مركبات غير متكافئة وذات موصلية فائقة.
- النحاسات العضوية: وهي مركبات نحاس عضوية لها الصيغة العامة R2Cu.

## مثال
من الأمثلة الشهيرة على مركبات النحاسات مركب نحاسات البوتاسيوم KCuO2، وهو مركّب صلبٌ ذو لون أزرق مسودّ؛ ويكون النحاس فيه بحالة الأكسدة الثلاثية النادرة بالنسبة للنحاس.
يحضر هذا المركب من تفاعل بيروكسيد البوتاسيوم مع أكسيد النحاس الثنائي بوجود وسط من الأكسجين:
{\displaystyle {\ce {K2O2 + 2 CuO -> 2 KCuO2}}}